# Roméo Mastrocola
Roméo Mastrocola (* 19. März 1914 in Montreal; † 28. Mai 1984 ebenda) war ein kanadischer Geiger und langjähriger Personaldirektor des Orchestre symphonique de Montréal.

## Leben
Der Sohn des Geigers Joseph Mastrocola hatte im Alter von neun Jahren privaten Violinunterricht bei Émile Taranto und Eugène Chartier und studierte am McGill Conservatory bei Maurice Onderet. 1928–29 war er in Mailand Schüler von Alberto Poltronieri und kehrte dann zu Onderet zurück. 1932 wurde er Geiger im Montreal Orchestra, 1935 im Orchestre symphonique de Montréal. Dort wurde er 1952 Personaldirektor und nahm diese Funktion von 1958 bis 1977 hauptamtlich wahr.